# ماژنا تریباوا
ماژنا تریباوا (لهستانی: Marzena Trybała؛ زادهٔ ۱۶ نوامبر ۱۹۵۰) بازیگر اهل لهستان است.
از فیلم‌ها یا برنامه‌های تلویزیونی که وی در آن نقش داشته‌است، می‌توان به درست آن سوی این جنگل، یاوه‌نویس،‌ سفری برای یک لبخند، رانندگان جایگزین، هتل ۵۲، کورچاک، سه رنگ: سفید و بخت کور اشاره کرد.